# Maszyna molekularna

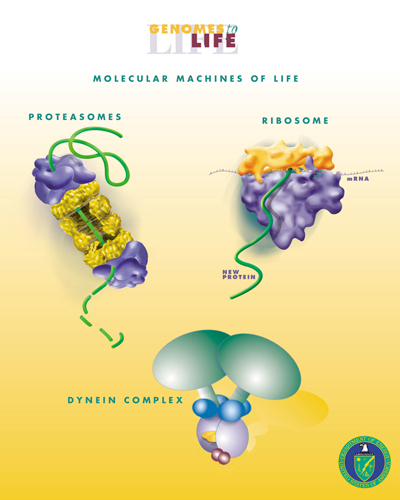
Biologiczne maszyny molekularne:
degradujący białka – proteasom
produkujący białka – rybosom
ruchome białko – dyneina

Maszyna molekularna – cząsteczka lub układ cząsteczek zdolne do wykonywania quasi-mechanicznego ruchu albo znacznej zmiany geometrii (wyjście) w odpowiedzi na specyficzny bodziec zewnętrzny (wejście). Określenie to stosowane jest najczęściej do cząsteczek, które naśladują funkcje maszyn działających na poziomie makroskopowym.
Rozróżnia się dwie kategorie maszyn molekularnych: występujące naturalnie biologiczne maszyny molekularne (np. białka motoryczne takie jak dyneiny, kinezyny, kompleksy aktyny z miozyną, a także bardziej skomplikowane układy – wici lub rzęski) oraz wytworzone przez człowieka syntetyczne maszyny molekularne (najprostsze przykłady to silniki molekularne, których elementy wykonują rotację pod wpływem bodźca zewnętrznego). Czynnikami powodującymi działanie maszyny molekularnej mogą być bodźce chemiczne, termiczne i inne (np. światło).
Badania nad takimi układami mieszczą się w obszarze chemii supramolekularnej oraz nanotechnologii.
W 2016 roku Jean-Pierre Sauvage, Fraser Stoddart i Bernard L. Feringa za badania nad maszynami molekularnymi otrzymali Nagrodę Nobla w dziedzinie chemii.